# Сборная Экваториальной Гвинеи по футболу
Сборная Экваториальной Гвинеи представляет Экваториальную Гвинею на международных турнирах по футболу  и в товарищеских матчах. Управляющая организация — Федерация футбола Экваториальной Гвинеи. В 2015 году Экваториальная Гвинея была выбрана хозяйкой Кубка африканских наций вместо Марокко.

## Чемпионат мира по футболу
- 1930 — 1998 — не участвовала
- 2002 — 2022 — не прошла квалификацию

## Кубок африканских наций
- 1957 — 1986 — не участвовала
- 1988 — забрала заявку
- 1990 — не прошла квалификацию
- 1992 — не участвовала
- 1994 — не участвовала
- 1996 — забрала заявку
- 1998 — не участвовала
- 2000 — не участвовала
- 2002 — не прошла квалификацию
- 2004 — не прошла квалификацию
- 2006 — не прошла квалификацию
- 2008 — не прошла квалификацию
- 2010 — не прошла квалификацию
- 2012 — 1/4 финала
- 2013 — не прошла квалификацию
- 2015 — 4-е место
- 2017 — не прошла квалификацию
- 2019 — не прошла квалификацию
- 2021 — 1/4 финала
- 2023 — 1/8 финала

## Известные игроки
- Родольфо Бодипо
- Ювеналь Эджого-Овоно Монталбан
- Хуан Рамон Эпити Диоу
- Хуан Куями
- Франсиско Сальвадор Эла
- Эмилио Нсуэ
- Хавьер Бальбоа

## Форма

### Домашняя
| КАН-2012 | КАН-2015 | 2020 | КАН-2021 | 2023 | 2024—н. в. · КАН-2023 |

### Гостевая
| КАН-2012 | 2020 | 2022 | 2023 | 2024—н. в. · КАН-2023 |

### Резервная
| 2020 | 2022 | 2024—н. в. |

Источники:,